# گوش بره درختچه‌ای
گوش بره درختچه‌ای (نام علمی: Phlomis fruticosa) نام یک گونه از سرده فتیله‌ای است.

## نگارخانه

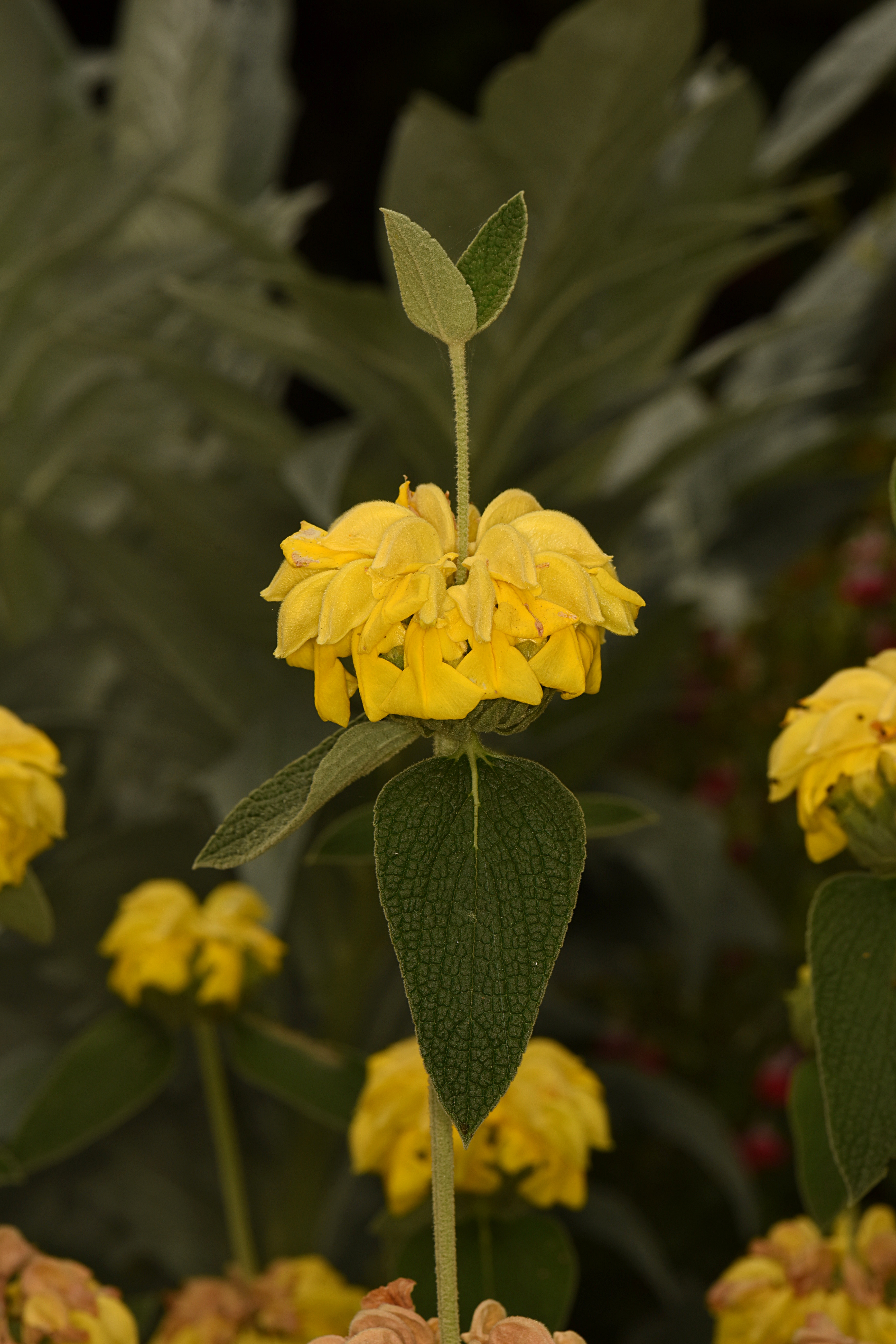
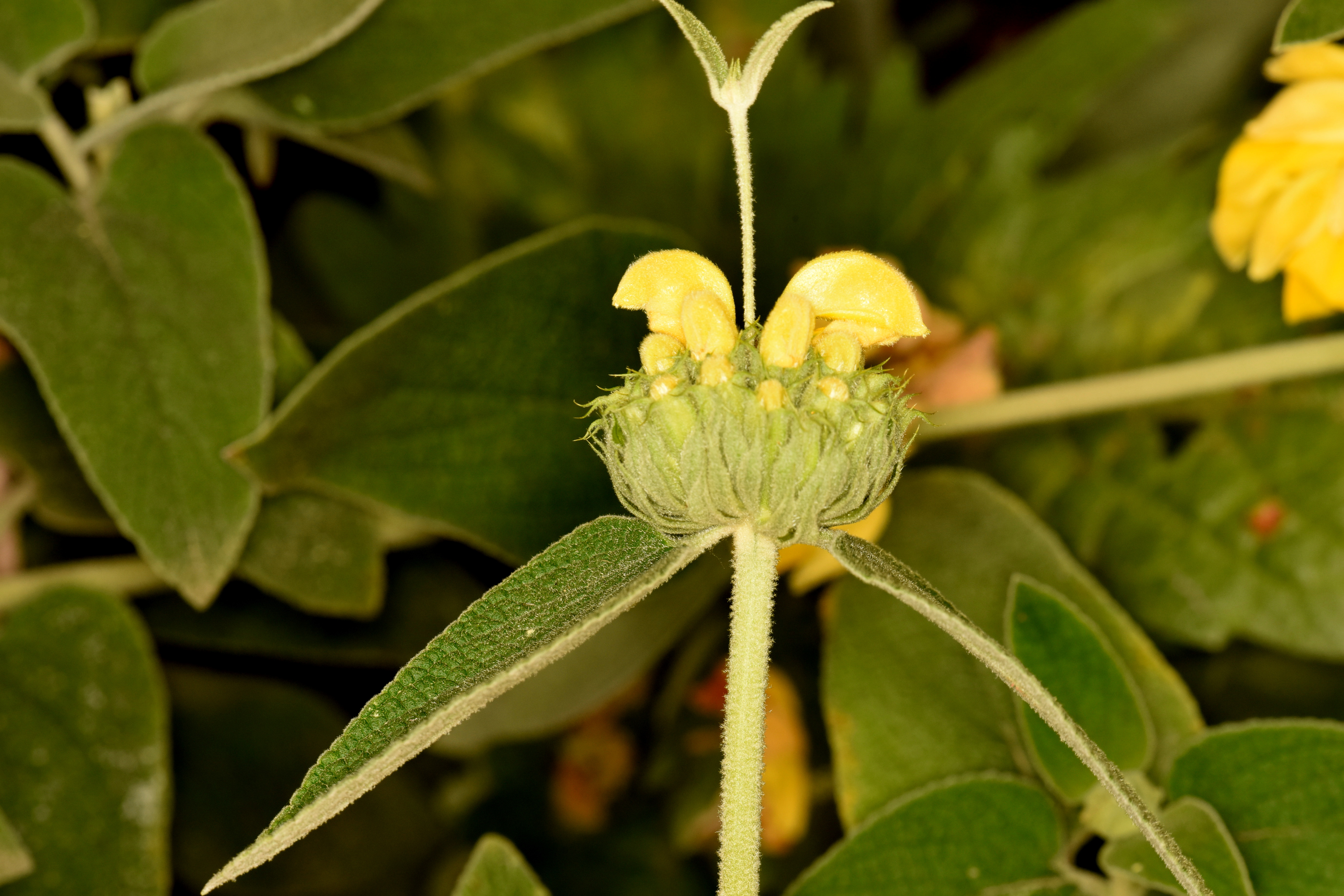